# Vedran Pavlek
Vedran Pavlek (* 27. April 1973 in Zagreb) ist ein ehemaliger kroatischer Skirennläufer. Er startete hauptsächlich im Super-G und Riesenslalom sowie vereinzelt auch im Slalom.

## Karriere
Pavlek nahm 1992 als erster Skirennläufer des unabhängigen Kroatien an Olympischen Winterspielen in Albertville teil. Dort erreichte er im Slalom den 36. Platz. Seine ersten Weltmeisterschaften bestritt er im darauffolgenden Jahr in Morioka. Dort belegte er Rang 27 im Riesenslalom.
Am 12. Dezember 1993 gab Pavlek beim Super-G von Val-d’Isère sein Weltcup-Debüt, verpasste dabei jedoch mit Platz 80 die Punkteränge deutlich. Es sollte dies eine einzige Platzierung im Weltcup bleiben. Denn danach startete er nur noch bei Riesenslaloms, wobei er entweder die Qualifikation für den zweiten Durchgang verpasste oder im ersten Durchgang bereits ausschied. Es folgte seine zweite Olympiateilnahme in Lillehammer 1994.
Sein bestes Ergebnis bei einem internationalen Großereignis erzielte Pavlek bei den Weltmeisterschaften 1996 in der Sierra Nevada mit Rang 21 im Riesenslalom.
Pavlek beendete seine sportliche Laufbahn kurz nach den Olympischen Winterspielen 1998 in Nagano. Er wurde daraufhin Alpinverantwortlicher des kroatischen Skiverbands, wobei er an den Erfolgen der Geschwister Janica und Ivica Kostelić beteiligt war. Zudem wurde er Präsident des Organisationskomitees der Snow Queen Trophy.

## Erfolge

### Olympische Winterspiele
- Albertville 1992: 36. Slalom, DNF Super-G, DNF Riesenslalom
- Lillehammer 1994: 27. Riesenslalom, 41. Super-G, DNF Slalom
- Nagano 1998: 28. Riesenslalom, 30. Super-G

### Weltmeisterschaften
- Morioka 1993: 27. Riesenslalom
- Sierra Nevada 1996, 21. Riesenslalom, 46. Super-G
- Sestriere 1997: 23. Riesenslalom

### Juniorenweltmeisterschaften
- Maribor 1992: 24. Riesenslalom, 48. Super-G

### Nor-Am Cup
- Eine Platzierung unter den besten 30

### South American Cup
- Eine Platzierung unter den besten 30

### Weitere Erfolge
- 4 Podestplätze bei FIS-Rennen